# Aéroport de Pune
L'aéroport international de Pune (code IATA : PNQ • code OACI : VAPO) est situé à environ 10 km au nord-est de la ville de Pune, dans l'État du Maharashtra, en Inde. L'aéroport gère à la fois du trafic domestique et international.

## Situation
| \| 300 km1:23 714 000 \| Delhi Bombay Madras Bangalore Calcutta Hyderabad Cochin Ahmedabad Goa Pune Thiruvananthapuram Calicut Lucknow Guwahati Srinagar Jaipur Bhubaneswar Coimbatore Nagpur Indore Mangalore Visakhapatnam Patna Amritsar Chandigarh Tiruchirappalli Jammu Raipur Bénarès Agartala Port Blair Vadodara Imphal Bagdogra Madurai Bhopal Ranchi Aurangabad Udaipur Leh Tirupati Rajkot Jodhpur Dehradun Dibrugarh Silchar Gaya Cannanore Vijayawada Surate Durgapur Jamnagar Belagavi Hubli-Dharwad Khajurâho Nanded Aizawl Dimapur Agra Bathinda |
| 300 km1:23 714 000 |

## Compagnies aériennes et destinations
| Compagnies        | Destinations | Refs.                 |
| ----------------- | --- | --------------------- |
| AirAsia India     | Bangalore-Kempegowda, Delhi-Indira Gandhi, Jaipur, Calcutta-N. S. C. Bose | [citation nécessaire] |
| Air India         | Chandigarh, Delhi-Indira Gandhi | [citation nécessaire] |
| Air India Express | Dubaï | [citation nécessaire] |
| Alliance Air      | Madras (Chennai), Hyderabad-R. Gandhi, Goa-Dabolim, Raipur | [citation nécessaire] |
| GoAir             | Ahmedabad-Sardar-Vallabhbhai-Patel, Bangalore-Kempegowda, Madras (Chennai), Delhi-Indira Gandhi, Calcutta-N. S. C. Bose                                                                                       | [citation nécessaire] |
| IndiGo            | Ahmedabad-Sardar-Vallabhbhai-Patel, Bangalore-Kempegowda, Madras (Chennai), Delhi-Indira Gandhi, Doha-Hamad, Goa-Dabolim, Hyderabad-R. Gandhi, Jaipur, Cochin, Calcutta-N. S. C. Bose, Lucknow-Amausi, Nagpur | [citation nécessaire] |
| SpiceJet          | Ahmedabad-Sardar-Vallabhbhai-Patel, Bangalore-Kempegowda, Bhopal-Raja Bhoj, Madras (Chennai), Delhi-Indira Gandhi, Dubaï, Goa-Dabolim, Hyderabad-R. Gandhi, Cochin, Calcutta-N. S. C. Bose                    | [citation nécessaire] |
| Vistara           | Delhi-Indira Gandhi, Hyderabad-R. Gandhi | ,                     |

Édité le 19/04/2019

## Statistiques
Pour des raisons techniques, il est temporairement impossible d'afficher le graphique qui aurait dû être présenté ici.

Voir la requête brute et les sources sur Wikidata.